# 卡尔-奥托·科赫
卡尔-奥托·科赫（德語：[kɔx] ; 1897年8月2日-1945年4月5日）是纳粹德国党卫队(SS)的一名中级指挥官，他是布痕瓦尔德和萨克森豪森集中营的第一任指挥官。从1941年9月到1942年8月，他在被占领的波兰担任马伊达内克灭绝营的第一任指挥官，从集中营里的的犹太人那里窃取了大量贵重物品和金钱。他的妻子伊尔斯·科赫也参与了布痕瓦尔德和马伊达内克灭绝犹太人的罪行。

## 个人生活
科赫于1897年8月2日出生于黑森大公国达姆施塔特。他的父亲在当地的登记处工作，并在卡尔八岁时去世。在1912年完成小学学业后，科赫进入了中学并完成了商业学徒培训。
1916年，他自愿加入德意志帝国陆军并在西线作战，直到后来被英国人俘虏。科赫作为战俘直至战争结束，并于1919年返回德国。作为一名军人，他表现良好，并被授予二级铁十字勋章，观察员勋章和黑色重伤勋章。第一次世界大战后，科赫担任商业经理、授权签字人和保险代理人，并于1932年失业（他于1930年因贪污和伪造罪被判入狱）。1931年，科赫加入了纳粹党和党卫军(SS)。  

## 在党卫军中服役
科赫曾在党卫军卡塞尔第三十五团和党卫军萨克森特种支队中服役。1934年，他接管了萨克森堡集中营。简而言之，他是负责埃斯特韦根集中营警卫队的军官，负责利希滕堡集中营预防性拘留营的军官，以及达豪集中营的副官。1935年6月13日，他成为柏林-滕珀尔霍夫哥伦比亚集中营的指挥官，并于1936年4月被分配到埃斯特韦根集中营。四个月后，他被转移到萨克森豪森。几年之内，他一路晋升，直到成为党卫军旗队领袖（上校）。
1937年8月1日，他被授予布痕瓦尔德集中营的指挥权。直到1941年9月，他被转移到马伊达内克集中营。这次调动主要是由于党卫队需要对他在布痕瓦尔德的不当行为指控进行调查，其中包括腐败、欺诈、贪污、酗酒、性犯罪和谋杀。科赫指挥马伊达内克集中营仅一年；1942年8月，在86名苏联战俘逃离集中营后，他被解除职务。科赫被指控犯有刑事疏忽罪并被召回到柏林，在那里他在党卫军人事总部就职，并担任党卫军与德国邮局之间的联络人。 

## 起诉与死亡
1941年，科赫在布痕瓦尔德的行动首先引起了瓦尔德克和皮尔蒙特亲王党卫队上尉乔西亚斯的注意。通过翻阅布痕瓦尔德的死亡名单，世袭亲王乔西亚斯偶然发现了沃尔特·克莱默的名字，沃尔特·克莱默是布痕瓦尔德的一名首席医官，他认出这个名字是因为克莱默过去曾医治过他。于是乔西亚斯亲王对此案进行了调查，结果发现身为营地指挥官的科赫下令将克莱默和医院护工卡尔·佩克斯作为“政治犯”处死，因为他们曾为他治疗梅毒，科赫担心会有其他人发现自己的秘密。
那时，科赫已被安排到波兰的马伊达内克集中营，但他的妻子伊尔莎仍住在布痕瓦尔德的指挥官官邸。于是党卫队对营地进行全面调查，在整个调查过程中，更多科赫在集中营杀死囚犯的命令被揭露，以及贪污从囚犯那里窃取的财产的证据也被发现。 
乔西亚斯随后对科赫提出煽动谋杀指控，后来又增加了贪污罪名。其他的一些营地官员也受到指控，包括科赫的妻子。最终科赫因侮辱自己和党卫军的名誉而被判处死刑。科赫于1945年4月5日被行刑队枪决。

## 家庭

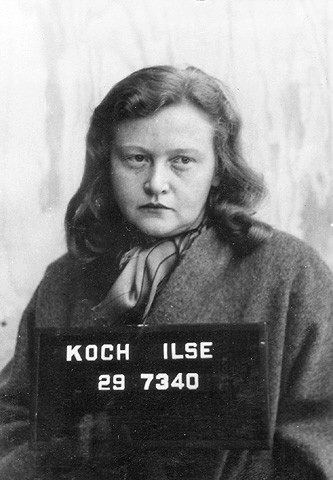
伊尔丝·科赫

科赫于1924年首次结婚并育有一子。然而，由于他的不忠，这段婚姻于1931年以离婚告终。1936年5月25日，科赫与伊尔莎·科赫（原名 Margarete Ilse Köhler）结婚，育有一子二女。伊尔丝后来被称为“布痕瓦尔德女巫”（Die Heexe von Buchenwald），通常在英文中译为“布痕瓦尔德的婊子”。当科赫被转移到布痕瓦尔德时，伊尔斯被党卫军任命为营地的临时总监。也就是在这时候，伊尔斯在那里犯下许多暴行。她以对囚犯的极端残忍而闻名。